# Prowincje cesarskie
Prowincje cesarskie – (łac. provintiae Caesaris) w okresie Cesarstwa Rzymskiego prowincje rzymskie, których nominalnym namiestnikiem (w randze prokonsula) z ramienia senatu i ludu rzymskiego był sam cesarz. Pozostałe prowincje, tzw. senatorskie, otrzymywały namiestników wybieranych drogą losowania spośród byłych konsulów lub pretorów. Podział prowincji rzymskich na cesarskie i senatorskie ukształtował się w latach 20. I w. p.n.e., gdy senat przyznał Augustowi namiestnictwo części prowincji i z prawem wykonywania go za pośrednictwem zastępców (legatów). W praktyce zarząd prowincji cesarskich sprawowali legaci dowolnie mianowani i odwoływani przez cesarza. Prowincje te były najczęściej granicami Imperium Rzymskiego, na nich stacjonowały legiony, które były pod bezpośrednią władzą cesarza.
Prowincjami cesarskimi w różnych okresach były:
- Aegyptus
- Alpes Cottiae
- Alpes Maritimae
- Alpes Poenninae
- Cylicja
- Dalmacja
- Galacja
- Gallia Aquitania
- Gallia Belgica
- Gallia Lugdunensis
- Germania Inferior
- Germania Superior
- Hispania Tarraconensis
- Luzytania
- Mezja
- Noricum
- Panonia
- Recja
- Korsyka i Sardynia
- Syria